# مادر قلب‌اتمی (سوئیت)
«مادر قلب اتمی» (به انگلیسی: Atom Heart Mother) یک سوئیت موسیقی شش قسمتی از آلبومی به همین نام است که توسط گروه پینک فلوید و ران گسین تصنیف شده‌است.

## نکات مهم
- این آهنگ طولانی‌ترین آهنگ ساخته شده توسط پینک فلوید است.
- استنلی کوبریک قصد داشت برای موسیقی متن فیلم پرتقال کوکی از عناصر اصلی این موسیقی استفاده کند که راجر واترز بیسیست و ترانه‌سرای گروه این درخواست را نپذیرفت.
- تمامی اعضای گروه در تصنیف این قطعه نقش داشته‌اند.
- زمان ساخت این آهنگ همزمان با اولین پیوند قلب مصنوعی به یک زن حامله بود. به همین دلیل عنوان آهنگ و آلبوم را مادر قلب‌اتمی که عنوان یکی از سرمقاله‌های روزنامهٔ ایونینگ استاندارد انگلیس بود قرار دادند.